# Dekanat Mysłowice
Dekanat Mysłowice – jeden z 37 dekanatów katolickich w archidiecezji katowickiej utworzony w 1868 r. W skład dekanatu Mysłowice wchodzą następujące parafie:
- Parafia Nawiedzenia NMP w Brzezince (Mysłowice)
- Parafia Matki Bożej Bolesnej w Brzęczkowicach (Mysłowice)
- Parafia Wszystkich Świętych w Dziećkowicach (Mysłowice)
- Parafia Niepokalanego Poczęcia Najświętszej Maryi Panny i św. Maksymiliana Marii Kolbe w Mysłowicach – Janów Miejski (Mysłowice)
- Parafia Matki Bożej Częstochowskiej w Kosztowach (Mysłowice)
- Parafia św. Józefa w Krasowach (Mysłowice)
- Parafia Ciała i Krwi Pańskiej w Ławkach (Mysłowice)
- Parafia św. Jacka w Morgach (Mysłowice)
- Parafia Ścięcia św. Jana Chrzciciela w Mysłowicach
- Parafia Najświętszego Serca Pana Jezusa w Mysłowicach
- Parafia Krzyża Świętego w Mysłowicach
- Parafia Matki Bożej Fatimskiej w Wesołej (Mysłowice)